# Vombatiformes
De Vombatiformes zijn een onderorde uit de Diprotodontia of klimbuideldieren. De soorten komen voor in Australië. De groep omvat de hedendaagse wombats en koala's. Daarnaast omvat de Vombatiformes verschillende uitgestorven soorten en families, waarvan de buidelleeuw Thylacoleo en Diprotodon met het formaat van een neushoorn uit het Pleistoceen de bekendste zijn.

## Classificatie
- Onderorde Vombatiformes
  - Familie †Maradidae
  - Familie †Thylacoleonidae (buidelleeuwen)
  - Familie Phascolarctidae (koala's)
  - Vombatomorphia
    - Familie †Ilariidae
    - Familie †Wynyardiidae
    - Vombatoidea
      - Familie †Mukupirnidae
      - Familie Vombatidae (wombats)

    - Diprotodontidea
      - Familie †Diprotodontidae (reuzenwombats)
      - Familie †Palorchestidae (buideltapirs)